# Pleše

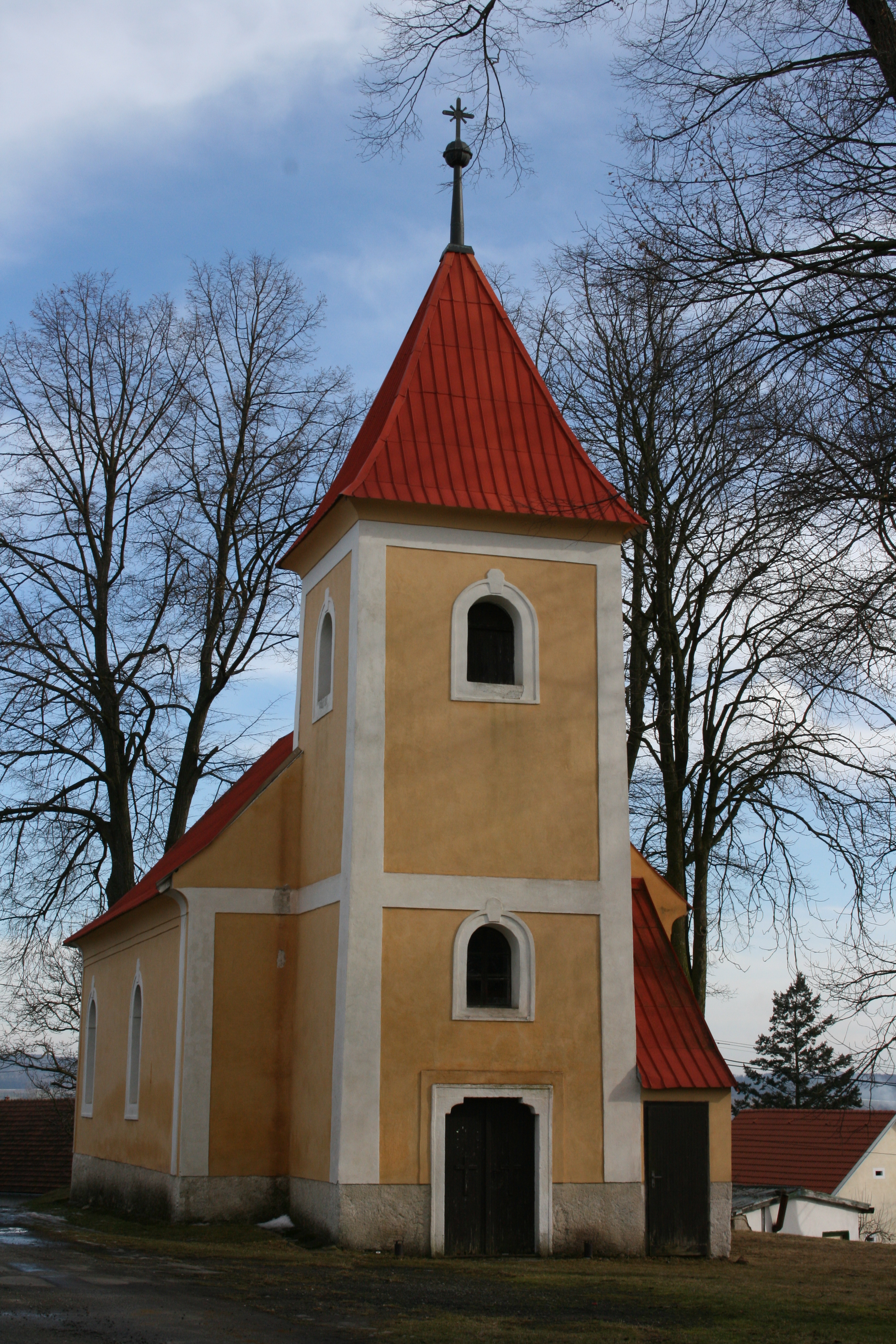

Pleše (deutsch Plasche, früher Plesche) ist eine Gemeinde in Tschechien. Sie befindet sich 15 Kilometer nordwestlich von Jindřichův Hradec und gehört zum Okres Jindřichův Hradec.

## Geographie
Pleše befindet sich in Südböhmen auf einer Kuppe über der Stadt Kardašova Řečice. Nördlich liegt ein Sportflugplatz, darunter führt im Tal die Eisenbahntrasse von Jindřichův Hradec nach Veselí nad Lužnicí vorbei, deren nächster Haltepunkt in Záhoří liegt.
Nachbarorte sind Višňová im Nordosten, Pohoří und Klenov im Osten, Kardašova Řečice im Südosten, Nítovice im Süden, Vřesná und Drahov im Südwesten, Zlukov im Westen sowie Újezdec und Záhoří im Nordwesten.

## Geschichte
Erstmals urkundlich erwähnt wurde das Dorf Plesi im Jahre 1384. Der Ort wurde um 1200 durch tschechische Siedler auf dem Gebiet der Herren von Neuhaus angelegt und gehörte zu Řečice. Bei der Teilung von 1292 fiel eine Hälfte des Ortes an Ulrich II. von Neuhaus auf Chlumetz und die mit ihm verwandten Herren von Sezimovo Ústí tschechisch Sezimové z Ústí.
1862 hatte das Dorf 570 Einwohner, die Zahl wurde ab dem Jahrhundertwechsel rückläufig.

## Gemeindegliederung
Für die Gemeinde Pleše sind keine Ortsteile ausgewiesen. Zu Pleše gehört die Einschicht Lhota (Lhotta-Hof).

## Sehenswürdigkeiten
- Kapelle St. Johannes und Paul, erbaut im 17. Jahrhundert